# An San
An San (født 27. februar 2001) er en sydkoreansk bueskytte, der konkurrerer i kvindernes tilbagevendende begivenheder. 
Hun vandt tre guldmedaljer ved sommer-OL 2020 i kvindernes hold, mixed hold og individuelle arrangement, og blev den første bueskytte i olympisk historie til at gøre det ved et enkelt leg.